# Gare de Montluçon-Ville
Gare de Montluçon-Ville – stacja kolejowa w Montluçon, w departamencie Allier, w regionie Owernia-Rodan-Alpy, we Francji.
Stacja jest zarządzana przez Société nationale des chemins de fer français (SNCF) i obsługiwana przez pociągi Intercités oraz TER Auvergne.

## Historia
Stacja Montluçon została otwarta 7 listopada 1859 przez Compagnie du chemin de fer de Paris à Orléans (PO), gdy otwarto linię z Moulins do Montluçon. Została zbudowana na prawym brzegu rzegi Cher, na południe od miasta. Początkowo powstały tylko budynki tymczasowe.
W 1862 r. rozpoczęto prace nad budową stałych budynków dworca, miasto rozpoczęła także prace, aby połączyć miasto ze stacją.
Linia z Montluçon do Moulins została zamknięta dla ruchu pasażerskiego 12 października 1972 i towarowego (odcinek Commentry-Villefranche d'Allier) w 2005 roku.